# Respiración agónica
La respiración agónica es un patrón anormal de la respiración caracterizado por jadeo y dificultad para respirar, acompañado de vocalizaciones extrañas y mioclonías. Suele ser el preludio de un cuadro de apnea, seguido de paro cardiorrespiratorio. La duración de la respiración agónica puede ser breve o prolongarse por varias horas.
Una persona sana respira con un patrón regular y realiza, en reposo, de 15 a 20 aspiraciones por minuto. Con la respiración agónica solo se pueden tomar tres o cuatro aspiraciones irregulares por minuto, lo que causa que el cuerpo no reciba suficiente oxígeno (hipoxia). Sin intervención médica, este patrón de respiración pueden causar la muerte. Cuando esta se prolonga por varios minutos, es frecuente que se observe choque cardiogénico o paro cardiorrespiratorio. Aunque en estos casos, la evolución posterior del paciente presenta un cuadro más favorable que si la respiración agónica no se hubiera producido. La respiración agónica se produce en el 40% de los casos de paros cardíacos experimentados fuera de un entorno hospitalario.
Aunque es similar, no es lo mismo que la respiración de Cheyne-Stokes; ya que esta representa un patrón de aspiraciones irregular, pero que no trae aparejado un cuadro de hipoxia y posterior paro cardiorrespiratorio. De la misma forma, aunque suele acompañarse de estertor, no son términos equivalentes. El estertor es un sonido que se realiza al respirar, producto de la acumulación de líquidos en la garganta o vías respiratorias.

## Efecto hemodinámico
El jadeo como actividad anormal ventilatoria puede ser considerada como un fenómeno de la «auto-reanimación». Las inspiraciones determinan una disminución de la presión intratorácica y en la aurícula derecha mediante el establecimiento de un gradiente de presión que favorece el retorno venoso al corazón. Las aspiraciones aumentan la presión intratorácica y aórtica, y también determinan un aumento en la presión de perfusión coronaria, mejorando de este modo el flujo sanguíneo. Otros autores confirmaron estos datos y también han señalado que, en animales, causa una disminución en la presión intracraneal y mejorar la perfusión cerebral.

## Pronóstico
Un estudio llevado a cabo en Estados Unidos en 2018 casos de paros cardiorrespiratorios no hospitalarios, entre los cuales 191 presentaron un cuadro de respiración agónica, demostró que las probabilidades de sobrevivir hasta el alta hospitalaria son más altas que cuando este patrón de respiración no se presenta. En los casos tratados directamente por paramédicos, la probabilidad de supervivencia se triplicó (del 7,8% al 28,3%); mientras que si reciben atención temprana de parte de testigos eventuales (RCP), la probabilidad se quintuplicó (de 9,4% a 39%).